# Swallows Football Club
O Swallows Football Club é um tradicional clube de futebol sul-africano com sede em Joanesburgo. A equipe compete no Campeonato Sul-Africano de Futebol (PSL).
Até 2020, chamava-se Moroka Swallows Football Club, quando, por razões legais envolvendo a propriedade da antiga marca, os novos donos do clube resolveram rebatizá-lo.

## História
O clube foi fundado nos anos 40 por três amantes por futebol: Ishmael Lesolang, Strike Makgatha e Johnny Kubheka.

## Títulos
- Nedbank Cup:5

1983, 1989, 1991, 2004, 2009.

## Treinadores
| - Walter Rautmann - Eddie Lewis (1989–91) - Sandile Bali (1991–92) - Milo Bjelica (1992) - Mich d'Avray (1992–93) - Walter da Silva (1999) - Viktor Bondarenko (2000–02) | - Gavin Hunt (2002–2007) - Ian Gorowa (2007–2008) - Júlio César Leal (2008–2009) - Rainer Zobel (2009–2010) - Gordon Igesund (2010–2012) - Zeca Marques (2012–2014) - Craig Rosslee (March 2015–) |